# Junjanbail, Kalghatgi
Junjanbail là một làng thuộc tehsil Kalghatgi, huyện Dharwad, bang Karnataka, Ấn Độ.